# Лужани (Україна)
Лужани — селище в Україні, у Мамаївській сільській громаді Чернівецького району Чернівецької області.

## Назва
За народними переказами, у давнину в цій місцевості була долина, у якій зростали великі луки. У писемних джерелах XVII століття трапляються назви: Лежені, Лужени; у XVIII століття — Лужен.

## Історія

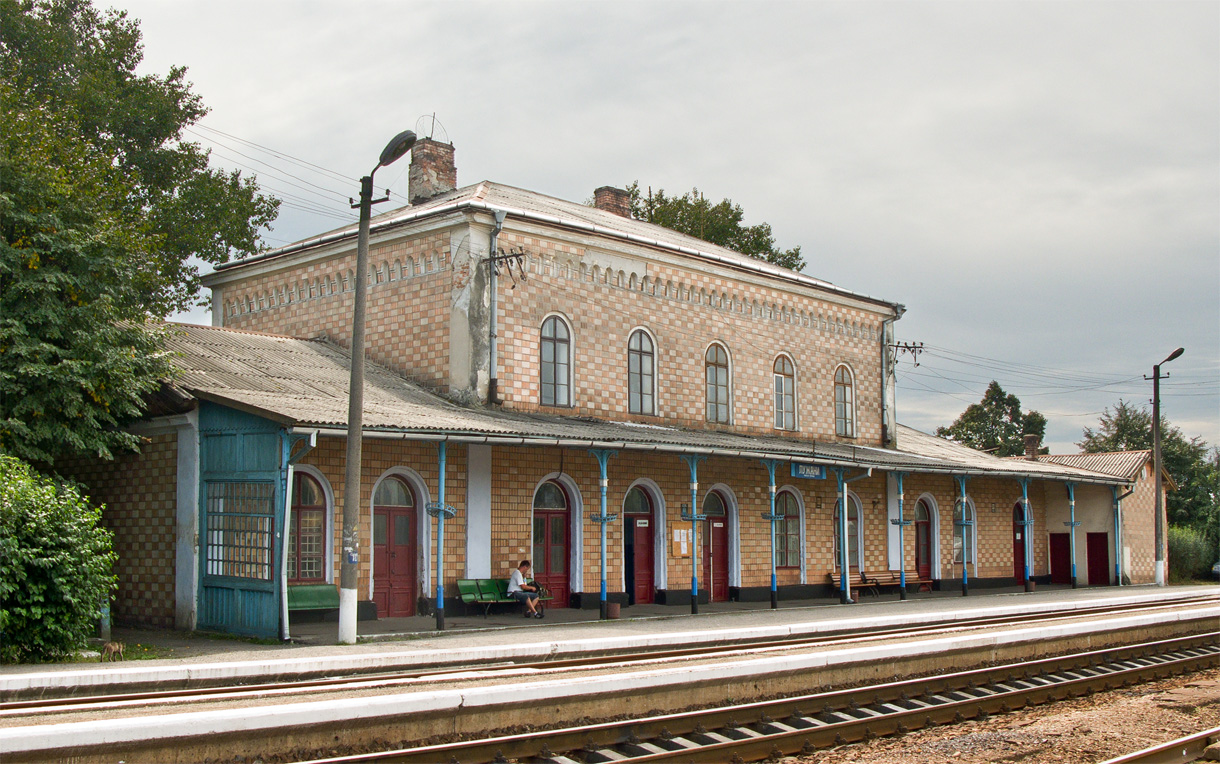
Станція Лужани, у дворі та навколого якої точився бій українців з частинами 8-ї румунської дивізії у 1918 році

В селищі знайдено знаряддя праці кам'яної доби. Лужани вперше згадуються 1453 року в господарчій грамоті, у якій засвідчено придбання села за 400 турецьких золотих боярином Федором Вітольдом у поміщика Костя Вранича. Спочатку Лужани входили до складу Молдовського князівства, яке перебувало у васальній залежності від Османської імперії, від 1774 — у межах Австрії (з 1867 — Австро-Угорщини). З 1918 року — у складі Румунії, з 1940 року — в Українській РСР, а з 1941 до 1944& рокиnbsp;— знову в складі Румунії. З 1944 року село перебувало у складі УРСР (СРСР), а з 24 серпня 1991 року — у складі незалежної України.
У 1866 році через Лужани прокладена залізниця, яка сполучила Чернівці зі Львовом. У 1898—1900 роках чеським інженером Пациком був споруджений цукровий завод. 1906 року від залізничної станції прокладена під'їзна колія для потреб цукроварні, а також придбано паровоз.
13 листопада 1918 року на станції Лужани  відбувся бій між військовими підрозділами українців та передовими частинами 8-ї румунської дивізії генерала Я. Задіка, яка здійснювала просування на північ з метою повної окупації території Буковини та приєднання її до королівства Румунії.
1944 року обладнання цукрового заводу перевезено на заводи у Чернівці та «Хрещатик». У другій половині 1950-х роках на території цукроварні введено в експлуатацію лісотарний завод (згодом об'єднаний з Неполоковецьким деревообробним комбінатом у колишньому Кіцманському районі), у 1960-х роках — відкритий завод залізобетонних виробів і конструкцій.

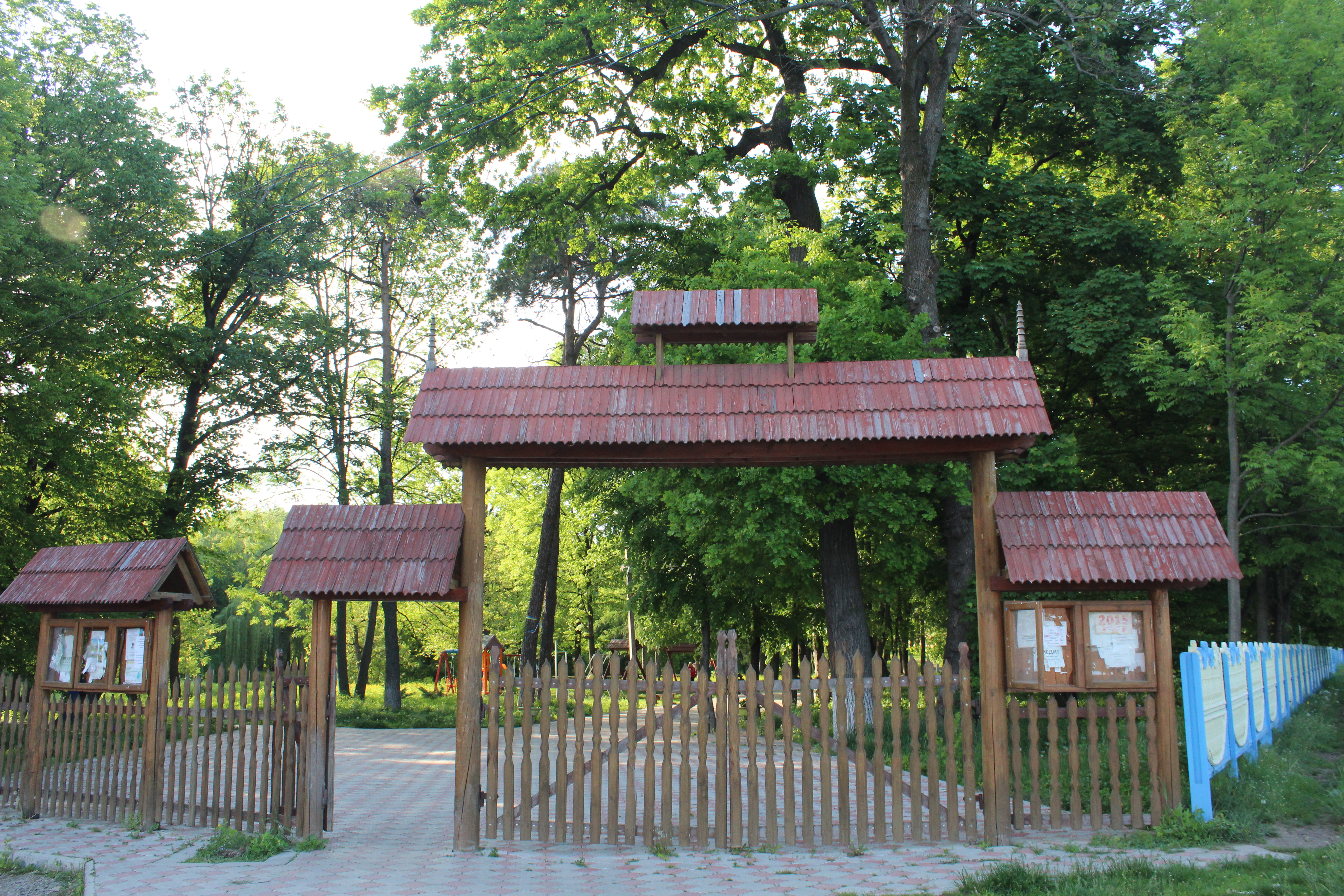
Лужанський парк

За кошти благодійників та громади у Лужанах встановлено пам'ятники Тарасові Шевченку та Небесній Сотні.
Під час Революції гідності мешканці Лужан брали найактивнішу участь. Після перемоги Майдану в Києві у Лужанах була створена найчисельніша в області сільська «народна самооборона» кількістю 300 осіб, яка в період відсутності міліції впродовж тривалого часу успішно стежила за дотриманням порядку та закону. З перших днів російсько-української війни лужанці стали співзасновниками буковинського волонтерського руху. Лужанська волонтерська група «Допомога українській армії Чернівці — Лужани» займається благодійною допомогою і понині.
9 серпня 2017 року, в ході децентралізації, селище увійшло до складу Мамаївської сільської громади.
У березні 2020 року село було епіцентром поширення коронавірусної хвороби в Чернівецькій області: з 25 зареєстрованих на Буковині випадків (станом на 21 березня 2020 року) один хворий виявлено саме в цьому селі.
19 липня 2020 року, в результаті адміністративно-територіальної реформи та ліквідації Кіцманського району, село увійшло до складу новоутвореного Чернівецького району.

## Населення

### Перепис населення Румунії (1930)
Національний склад населення за даними перепису 1930 року у Румунії:
| Національність           | Кількість осіб | Відсоток |
| ------------------------ | -------------- | -------- |
| українці                 | 2687           | 74,81 %  |
| євреї                    | 374            | 10,41 %  |
| поляки                   | 301            | 8,38 %   |
| румуни                   | 132            | 3,67 %   |
| німці                    | 72             | 2 %      |
| росіяни                  | 8              | 0,22 %   |
| угорці                   | 2              | 0,06 %   |
| вірмени                  | 1              | 0,03 %   |
| серби, хорвати, словенці | 1              | 0,03 %   |
| не вказали               | 1              | 0,03 %   |

Мовний склад населення за даними перепису 1930 року:
| Мова                             | Кількість осіб | Відсоток |
| -------------------------------- | -------------- | -------- |
| українська                       | 2720           | 75,72 %  |
| їдиш                             | 302            | 8,41 %   |
| польська                         | 287            | 7,99 %   |
| німецька                         | 152            | 4,23 %   |
| румунська                        | 108            | 3,01 %   |
| російська                        | 8              | 0,22 %   |
| чеська, словацька                | 8              | 0,22 %   |
| угорська                         | 3              | 0,08 %   |
| сербська, хорватська, словенська | 1              | 0,03 %   |
| турецька, татарська              | 1              | 0,03 %   |
| інші                             | 1              | 0,03 %   |
| не вказали                       | 1              | 0,03 %   |

### Чисельність населення
| 1979  | 1989  | 2001  | 2016  | 2022  |
| ----- | ----- | ----- | ----- | ----- |
| 3,871 | 4,762 | 4,695 | 4,894 | 4,781 |

### Національний склад(2001)
| українці | росіяни | румуни |
| -------- | ------- | ------ |
| 92 %     | 6,4 %   | 0,8 %  |

### Перепис населення України, 2001 рік

#### Мова
Розподіл населення за рідною мовою за даними перепису 2001 року:
| Мова            | Кількість | Відсоток |
| --------------- | --------- | -------- |
| українська      | 4586      | 96,67 %  |
| російська       | 143       | 3,01 %   |
| вірменська      | 7         | 0,15 %   |
| румунська       | 3         | 0,06 %   |
| білоруська      | 2         | 0,04 %   |
| польська        | 1         | 0,02 %   |
| інші/не вказали | 2         | 0,05 %   |
| Всього:         | 4744      | 100 %    |

## Особистості
- Грушко Григорій Григорович — доктор фізико-математичних наук, науковець Чернівецького університету.
- Володимир Катрюк — боєць 118-го батальйону шуцманшафту.
- Косинський Каетан (1847—1905) — український живописець.
- Манастирський Олександр Дмитрович (1857—1920; чернече ім'я — Артемон) — український письменник та драматург, історик етнограф, поет, православний церковний діяч.
- Шилепницький Іван Орестович — український державний і політичний діяч, колишній голова Чернівецької облради.
- Шелепницький Юрій Григорович — український футболіст.

## Визначні місця

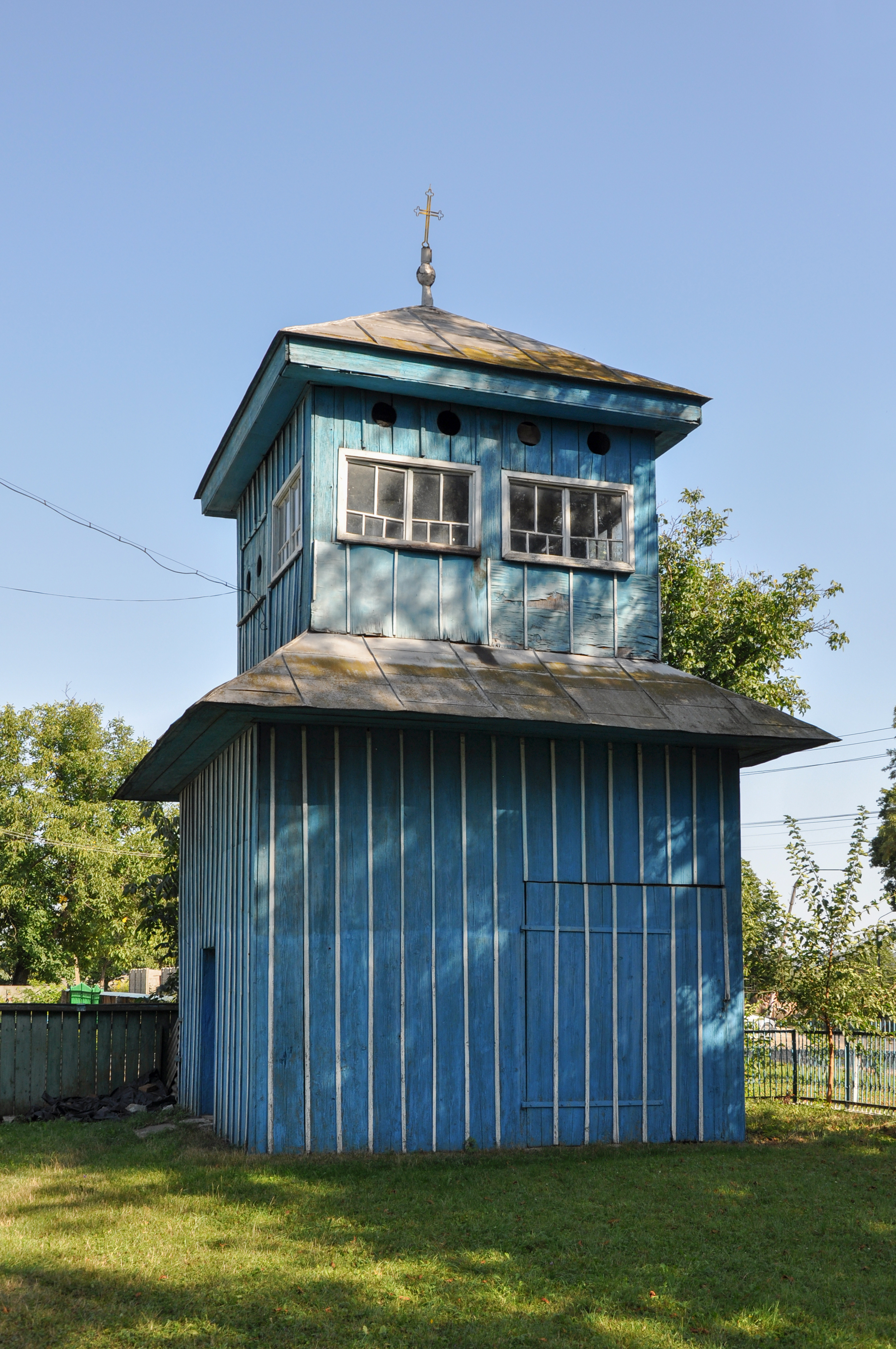
Дзвіниця Вознесенської церкви

В Лужанах розташована найстаріша церква Буковини — Вознесенська. Вона датується XV століттям, а за іншими даними — XIII століттям.

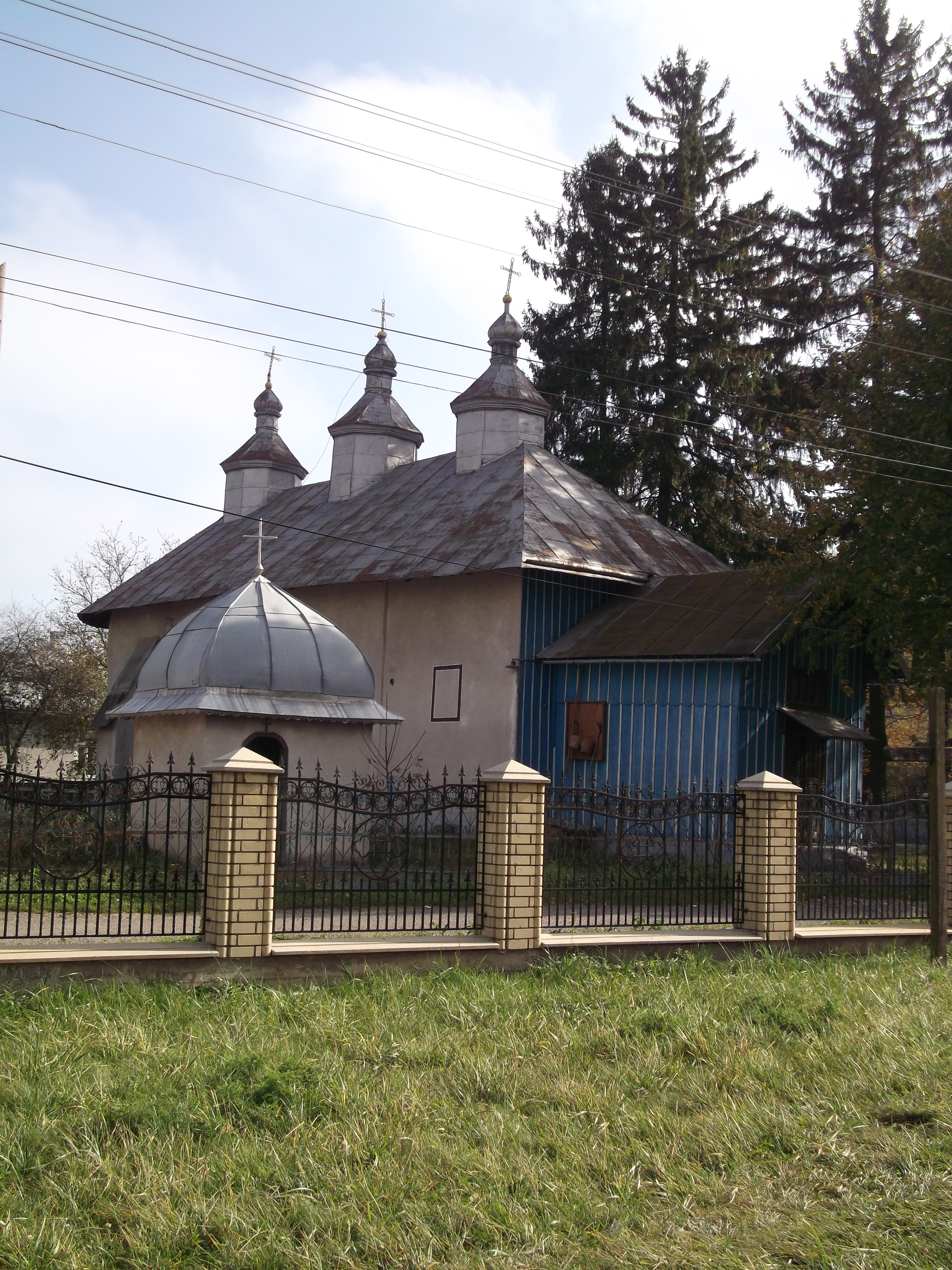
Найстаріша церква Буковини

У 1968—1969 роках настоятелям церкви був майбутній архієпископ Никанор (Юхимюк). 26 жовтня 2014 року митрополит Чернівецький і Буковинський Данило освячує новозбудований храм на честь Вознесіння Господнього селища; будівництво храму тривало 18 років.
В селищі знаходиться парк-пам'ятка садово-паркового мистецтва місцевого значення «Лужанський парк», закладений у XIX столітті.

## Об'єкти соціальної сфера
- Середня загальноосвітня школа
- Клуб
- Бібліотека
- Музична школа
- Лікарня